# Kesthur, Maddur
Kesthur là một làng thuộc tehsil Maddur, huyện Mandya, bang Karnataka, Ấn Độ.